# Raionul Domanivka, Mîkolaiiv
Domanivka (în ucraineană Доманівський район, transliterat: Domanivskîi raion) este un raion în regiunea Mîkolaiiv, Ucraina. Reședința sa este așezarea de tip urban Domanivka.

## Demografie
Componența lingvistică a raionului Domanivka
     Ucraineană (94,71%)
     Rusă (2,67%)
     Română (2,07%)
     Alte limbi (0,19%)
Conform recensământului din 2001, majoritatea populației raionului Domanivka era vorbitoare de ucraineană (94,71%), existând în minoritate și vorbitori de rusă (2,67%) și română (2,07%).